# Trust
Un trust és una forma de concentració empresarial. La fusió de diverses empreses, els components de les quals perden totalment llur independència productiva, comercial i jurídica, tot convertint-se en socis posseïdors d'accions segons el valor de llurs empreses respectives. La direcció regula la producció, determina les condicions de venda i els preus, decideix la distribució de beneficis, etcètera.
Altres formes de concentració empresarial són el càrtel, el monopoli, el holding i la multinacional.